# Route départementale 45 (Finistère)
Pour les articles homonymes, voir Route départementale 45.
La route de Fouesnant, abrégée en D 45, est une des routes du Finistère, qui relie Quimper (D 34) à Beg-Meil dans la commune de Fouesnant. Cette route est très fréquentée, surtout en été, car elle relie l'agglomération de Quimper aux plages de Fouesnant. Les pistes cyclables longent la départementale depuis  Pleuven jusqu'à Beg-Meil et le Cap Coz.

## Trajet de Quimper à Fouesnant
- De Quimper à Moulin du Pont (Pleuven) : tronc commun avec D 34
- Anse de Toulven, bifurcation avec D 34 vers Bénodet
- à partir de Kerlevot (Pleuven) (km 2)
- Pleuven
- Centre commercial E.Leclerc à Kernevez (Pleuven); entrée dans Fouesnant

## Trajet dans la commune de Fouesnant
- Entre les quartiers de Kervihan (nord de la ville) et de Bréhoulou (au sud), l'artère de Fouesnant (D 45) est en 2x1 voies avec giratoires sur 1,5 km (dont 700 m en tronc commun avec D 44) comportant les pistes cyclables.
- sortie de la ville
- giratoire de Lespont, bifurcation avec la route de Cap-Coz (Fouesnant)
- Entrée dans Beg-Meil
- Embarcadère pour Archipel des Glénan
- Pointe de Beg-Meil

## Les antennes de la D 45
- Tracé de la D 45a :

La D45a est l'ancienne D 45 avant l'ouverture de la déviation des lieux-dits Ty Glaz et Moulin du Pont (D 34) au début des années 1990. Aujourd'hui elle relie Ty-Glaz (D 34) à Kernevez (D 45) dans la commune de Pleuven et elle fait seulement 500 mètres
- Tracé de la C 5 :

La C 5 est une voie communale de Saint-évarzec qui relie la D 45 à Fouesnant jusqu'à la Voie express N 165 à la zone de Troyalac'h (Saint-évarzec). Elle est l'artère du bourg de Saint-évarzec. La C 5 est aux normes routières départementales. Longue de 13 km, la C 5 est limitée à 70km/h, permettant de relier la voie-express à Fouesnant sans passer par Quimper
- Tracé de la D 145 :

La D 134 est une antenne de la D 45. Elle relie la D 45 à Fouesnant jusqu'à la Pointe de Mousterlin. Elle fait 6 km de long.